# Stazione di Mombaruzzo
La stazione di Mombaruzzo è una stazione ferroviaria della ferrovia Asti-Genova a servizio dell'omonimo comune nonché di Castelletto Molina.
La stazione viene classificata dal gestore Rete Ferroviaria Italiana all'interno della categoria bronze.

## Storia
La stazione di Mombaruzzo venne attivata il 18 giugno 1893, all'apertura del tronco da Asti a Ovada della ferrovia Asti-Genova.

## Strutture e impianti
La stazione conta due binari, uno di corsa e uno di precedenza di 300 metri di lunghezza.